# Григоровка (Лиманский район)
Григо́ровка (ранее деревня Григо́рьевка) (укр. Григорівка) — село, относится к Лиманскому району Одесской области Украины. Находится на берегу Григорьевского (Малого Аджалыкского) лимана, примерно в одном километре от берега Чёрного моря.
Население по переписи 2001 года составляло 0 человек. Почтовый индекс — 67551. Телефонный код — 48. Занимает площадь 0,512 км². Код КОАТУУ — 5122755404. Относится к местному совету, находящемуся в посёлке городского типа Новые Беляры.

## Григорьевский десант
Григорьевка получила определённую известность благодаря названному по её имени Григорьевскому десанту, высаженному в сентябре 1941 года Черноморским флотом на побережье Чёрного моря вблизи Григорьевки, в то время деревни. Григорьевский десант был вспомогательной операцией, поддерживающей контрудар советских войск, оборонявших Одессу.
В 1964—67 годах вокруг Одессы был создан Зелёный пояс Славы, увековечивающий подвиг защитников Одессы. Один из монументов Зелёного пояса Славы увековечивает память о Григорьевском десанте и установлен в Григоровке (см. фото).

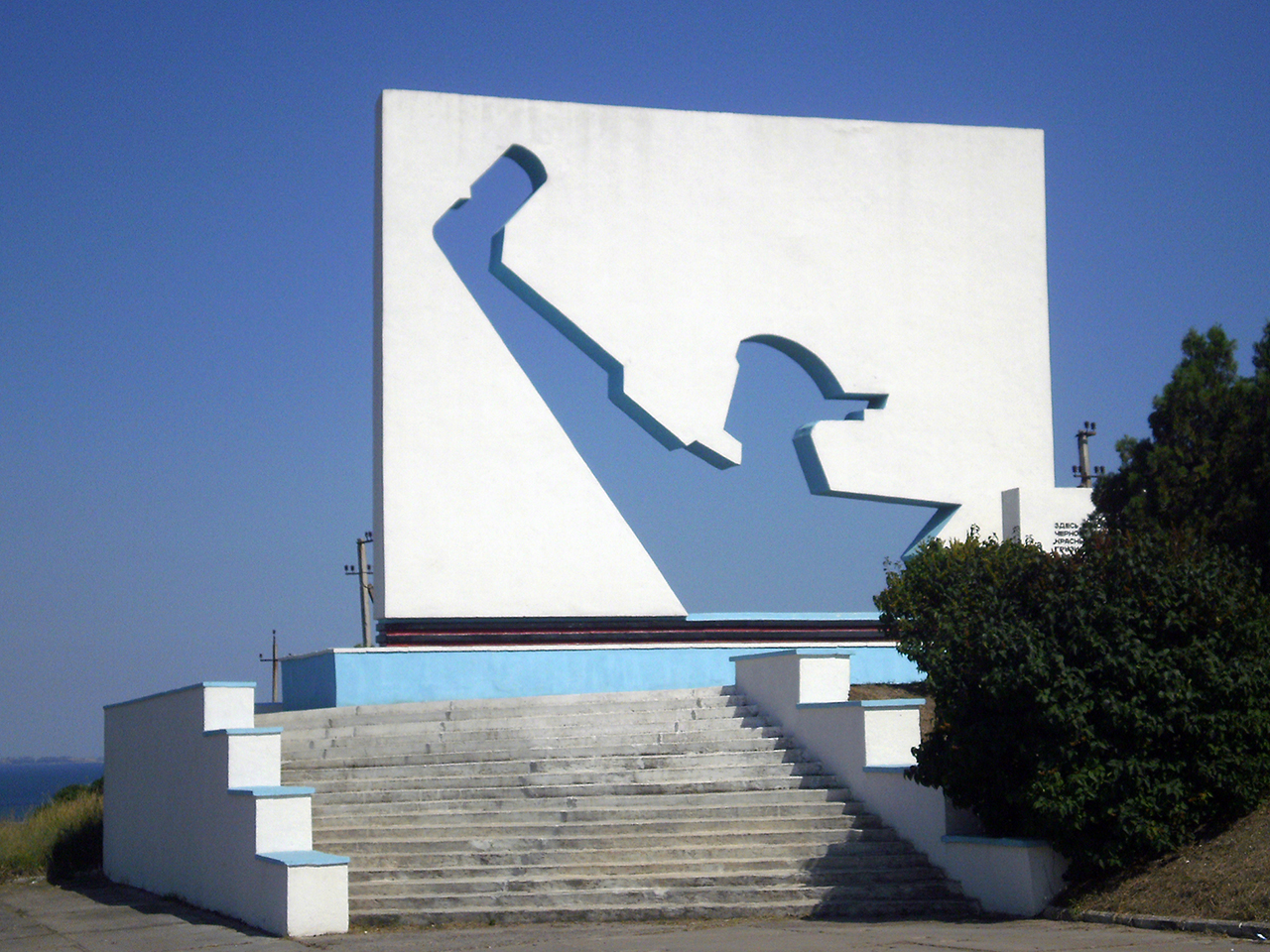
Памятник Григорьевскому десанту